# Pseudipocragyes multimaculata
Pseudipocragyes multimaculata là một loài bọ cánh cứng trong họ Cerambycidae.